# Seznam brazilskih pisateljev
Seznam brazilskih pisateljev.

## A
- Casimiro de Abreu (1839-1860)
- José de Alencar (1829-1877)
- Jorge Amado (1912-2001)
- Pedro Américo (1843-1905)
- Carlos Drummond de Andrade (1902-1987)
- Mário de Andrade (1893-1945)
- Oswald de Andrade (1890-1954)
- Graça Aranha (1868-1931)
- Joaquim Assis (1934)
- Machado de Assis (1839-1908)
- Aluísio Azevedo (1857-1913)
- Álvares de Azevedo (1831-1852)

## B
- Frei Betto
- Clodovis Boff
- Leonardo Boff
- Joaquim Francisco de Assis Brasil

## C
- Antônio Callado
- Bernardo Carvalho
- Paulo Coelho

## D
- Alfredo D'Escragnolle Taunay (1843-1871)

## F
- Adonias Filho

## G
- Patrícia Galvão
- João Guimarães Rosa
- Ferreira Gullar

## J
- João Pedro Jorge

## L
- Jorge de Lima (1893-1953)
- Osman Lins (1924-1978)
- Clarice Lispector (1925-1977)
- Monteiro Lobato (1882-1948)
- Sergio Pinheiro Lopes (1953-)
- Lya Luft (1938-)

## M
- Cecília Meireles (1901-1964)
- Holdemar Menezes (1921-1996)
- Vinicius de Moraes (1913-1980)

## P
- Menotti del Picchia
- Nélida Piñon (1937-2022)

## Q
- Rachel de Queiroz

## R
- Graciliano Ramos
- Otto Lara Rezende
- Julio Ribeiro
- João Ubaldo Ribeiro
- Nelson Rodrigues
- Sílvio Romero
- João Guimarães Rosa

## S
- Fernando Sabino (1923-2004)
- José Sarney (1930-)
- Mário Schenberg (1914-1990)
- Márcio Souza (1946-)

## T
- Lygia Fagundes Telles (1918-2022)
- Cristovão Tezza (1952-)

## V
- Érico Verissimo (1905-1975)
- Luis Fernando Veríssimo (1936-)